# Palais Brongniart
Il Palais Brongniart è un edificio neoclassico nel secondo arrondissement di Parigi, capitale della Francia.
Tra il 1885 e il 1998 fu sede della Borsa di Parigi e per questa ragione è noto anche, storicamente, come Palais de la Bourse.
Prende il nome attuale dal suo progettista, l'architetto Alexandre-Théodore Brongniart che non vide il palazzo completato; esso fu infatti completato da Éloi Labarre, che portò a termine la costruzione nel novembre 1825.
Il palazzo è stato classificato come monumento storico il 27 ottobre 1987. Dal 2011 l'edificio viene utilizzato per ospitare riunioni, congressi e mostre.